# Crisia
Crisia is een geslacht van mosdiertjes uit de familie van de Crisiidae en de orde Cyclostomatida.

## Soorten
- Crisia acropora Busk, 1852
- Crisia aculeata Hassall, 1841
- Crisia acuminata Busk, 1886
- Crisia arctica Sars, 1862
- Crisia bifurcata Brood, 1976
- Crisia bucinaform Okada, 1928
- Crisia calyptostoma Hayward & Ryland, 1978
- Crisia carolina Winston, 2005
- Crisia conferta Busk, 1875
- Crisia constans Kluge, 1946
- Crisia crassipes Calvet, 1906
- Crisia cribraria Stimpson, 1854
- Crisia crisidioides Ortmann, 1890
- Crisia cuneata Maplestone, 1905
- Crisia cylindrica Busk, 1886
- Crisia delicatula Canu & Bassler, 1929
- Crisia denticulata (Lamarck, 1816)
- Crisia eburnea (Linnaeus, 1758)
- Crisia eburneodenticulata Smitt ms in Busk, 1875
- Crisia elongata Milne Edwards, 1838
- Crisia ficulnea Buge, 1979
- Crisia fistulosa (Heller, 1867)
- Crisia fragosa Ramalho, Muricy & Taylor, 2009

- Crisia globosa Mawatari & Mawatari, 1973
- Crisia grimaldi Calvet, 1911
- Crisia guang Liu, Liu & Zágoršek, 2019
- Crisia hamifera Levinsen, 1912
- Crisia holdsworthii Busk, 1875
- Crisia howensis Maplestone, 1905
- Crisia hurghadaensis Ziko, El Safori, El Sorogy, El-Wahab, El Dera & Sheata, 2011
- Crisia incurva Haswell, 1880
- Crisia inflata Waters, 1914
- Crisia irregularis Borg, 1944
- Crisia kerguelensis Busk, 1876
- Crisia klugei Ryland, 1967
- Crisia margaritacea Busk, 1875
- Crisia martinicensis d'Orbigny, 1853
- Crisia maxima Robertson, 1910
- Crisia micra , 1955
- Crisia nordenskjoldi Borg, 1944
- Crisia obliqua Mawatari & Mawatari, 1973
- Crisia occidentalis Trask, 1857
- Crisia operculata Robertson, 1910
- Crisia oranensis Waters, 1916
- Crisia osburni Winston & Hayward, 2012

- Crisia parvinternodata Moyano, 1983
- Crisia patagonica d'Orbigny, 1841
- Crisia pseudosolena (Marcus, 1937)
- Crisia pugeti Robertson, 1910
- Crisia pyrula Harmelin, 1990
- Crisia ramosa Harmer, 1891
- Crisia recurva Heller, 1867
- Crisia serrulata Osburn, 1953
- Crisia sertularioides (Audouin, 1826)
- Crisia setosa MacGillivray, 1869
- Crisia sigmoidea Waters, 1916
- Crisia simplex Okada, 1917
- Crisia sinclarensis Busk, 1875
- Crisia spissus Chae, Kil, Zágoršek & Seo, 2018
- Crisia tenella Calvet, 1906
- Crisia tenera Okada, 1928
- Crisia tenuis MacGillivray, 1879
- Crisia transversata Brood, 1976
- Crisia tubulosa Busk, 1875
- Crisia vincentensis Waters, 1918
- Crisia zanzibarensis Brood, 1976

Niet geaccepteerde soorten:
- Crisia elegans Lamouroux, 1821 (taxon inquirendum)

- Crisia biciliata MacGillivray, 1869 → Bicrisia biciliata (MacGillivray, 1869)
- Crisia boryi Audouin, 1826 → Caberea boryi (Audouin, 1826)
- Crisia ciliata (Linnaeus, 1758) → Bicellariella ciliata (Linnaeus, 1758)
- Crisia complecta Kluge, 1955 → Crisiella complecta (Kluge, 1955)
- Crisia cornuta (Linnaeus, 1758) → Crisidia cornuta (Linnaeus, 1758)
- Crisia delilii Audouin, 1826 → Scrupocellaria delilii (Audouin, 1826)
- Crisia diversa Kluge, 1955 → Crisiella diversa (Kluge, 1955)
- Crisia edwardsiana (d'Orbigny, 1841) → Bicrisia edwardsiana (d'Orbigny, 1841)
- Crisia franciscana Robertson, 1910 → Filicrisia franciscana (Robertson, 1910)
- Crisia geniculata Milne Edwards, 1838 → Filicrisia geniculata (Milne Edwards, 1838)
- Crisia occidentalis Robertson, 1903 → Filicrisia franciscana (Robertson, 1910)
- Crisia plumosa → Bugula plumosa (Pallas, 1766) → Crisularia plumosa (Pallas, 1766)
- Crisia producta Smitt, 1865 → Crisiella producta (Smitt, 1865)
- Crisia reptans (Linnaeus, 1767) → Scrupocellaria reptans (Linnaeus, 1758) → Cradoscrupocellaria reptans (Linnaeus, 1758)
- Crisia scruposa (Linnaeus, 1758) → Scrupocellaria scruposa (Linnaeus, 1758)
- Crisia smitti Kluge, 1946 → Filicrisia smitti (Kluge, 1946)